# Дэвис, Скотт (теннисист)
Скотт Дэвис (англ. Scott Davis; род. 27 августа 1962, Санта-Моника, Калифорния) — американский профессиональный теннисист и теннисный тренер, бывшая вторая ракетка мира в парном разряде и 11-я в одиночном. Победитель Открытого чемпионата Австралии (1991) в мужском парном разряде, победитель 25 турниров Гран-при и АТР в одиночном и парном разрядах.

## Биография
Юниорская теннисная карьера Скотта Дэвиса принесла ему 24 чемпионских титула в разных возрастных категориях. С 1977 по 1980 год он оставался первой ракеткой юношеского рейтинга USTA. В 17 лет, ещё не окончив среднюю школу в лос-анджелесском районе Пасифик Палисейдз, Дэвис был приглашён капитаном сборной США Тони Трабертом в состав команды на матч Кубка Дэвиса против сборной Мексики. Он вышел на корт вместо Джона Макинроя в последней, ничего не решавшей игре матча и уступил опытному сопернику на грунтовых кортах в условиях высокогорья.
После окончания школы Дэвис поступил в Стэнфордский университет, за теннисную сборную которого выступал с 1981 по 1983 год. В 1981 году он, играя в ранге любителя, дошёл до финала на открытом турнире серии Гран-при в Напе (Калифорния), уступив Сэмми Джаммалве, а на следующий год — до полуфинала турнира Гран-при в Кливленде и до третьего круга Открытого чемпионата США. В составе сборной Стэнфордского университета дважды побеждал в командном первенстве NCAA — в 1981 (Тим Майотт, Скотт Дэвис, Джим Гурфейн, Майк Фалберг, Скотт Бондюрант, Джефф Аронс) и 1983 (Скотт Дэвис, Джон Леттс, Дэн Голди, Эрик Розенфельд, Марк Маккин, Джим Грабб) годах. Летом 1983 года перешёл в профессиональный теннис.
За вторую половину 1983 года Дэвис успел трижды побывать в финалах турниров Гран-при в одиночном разряде (в Ньюпорте, Токио и Тайбэе) и завоевать титул в Мауи (Гавайи) в одиночном разряде и в Колумбусе (Огайо) в парном. По итогам сезона он был удостоен награды ATP в категории «Новичок года», за полгода пройдя в рейтинге путь от 152-го до 24-го места. На следующий год Дэвис вышел в четвёртый круг на Уимблдонском турнире, обыграв в первом матче 11-ю ракетку мира Андерса Яррида и лишь в пяти сетах уступив второму игроку в рейтинге Ивану Лендлу. В конце 1984 года он стал четвертьфиналистом Открытого чемпионата Австралии.
Пика карьеры в одиночном разряде Дэвис достиг в 1985 году, выиграв в Токио свой второй турнир Гран-при и поднявшись в рейтинге до 11-го места. В конце сезона он принял участие в турнире Мастерс — итоговом соревновании года, на которое приглашались только ведущие игроки мира, но там в первом же матче уступил третьей ракетке мира Матсу Виландеру. За 1985 год Дэвис завоевал также три титула в парном разряде, причём два из них с ним разделил его соотечественник Дэвид Пейт.
В дальнейшем карьера Дэвиса в одиночном разряде застопорилась: с 1986 по 1990 год он только трижды попадал в финал турниров Гран-при, и между его вторым и третьим одиночными титулами прошло больше четырёх лет. В парном разряде во второй половине 1980-х годов Дэвис регулярно заканчивал сезон в числе 50 лучших игроков мира, а в 1987 году в паре с Пейтом даже пробился в турнир Мастерс: они не завоевали за сезон ни одного титула, но в его концовке побывали в четвертьфинале Открытого чемпионата США, а затем в финалах турниров в Париже и во Франкфурте.
За 1989 год Дэвис выиграл три турнира Гран-при с тремя разными партнёрами, а после четвертьфинального поражения на Открытом чемпионате Австралии (где он и Роберт ван’т Хоф проиграли будущим чемпионам Дани Виссеру и Питеру Олдричу) снова составил пару с Пейтом. Это сотрудничество и на сей раз стало успешным: за сезон американцы вместе шесть раз добирались до финалов на турнирах АТР и пять из них выиграли, в том числе на турнире в Париже, по классификации недавно сформированного Тура АТР относившемся к высшей категории. На итоговом турнире года они победили в группе сильнейшую пару мира Рик Лич-Джим Пью, оступившись в полуфинале.
В 1991 году Пейт и Дэвис продолжали успешные совместные выступления, в начале сезона выиграв подряд турнир в Сиднее и Открытый чемпионат Австралии в Мельбурне. После этого Дэвис достиг в парном рейтинге АТР второй позиции, а его партнёр в это же время занимал первую; на Уимблдонском турнире они были посеяны под первым номером, но там выступили неудачно и во второй половине сезона пропустили вперёд особенно удачно выступающую пару Джон Фицджеральд-Андерс Яррид; именно Фицджеральду и Ярриду они проиграли в финале Открытого чемпионата США этого года, а в итоговом турнире года выбыли из борьбы уже на групповом этапе, проиграв все три своих встречи. В промежутке между этими двумя турнирами Дэвис во второй раз сыграл в Кубке Дэвиса в составе сборной США. Они с Пейтом проиграли свою парную встречу соперникам из команды Германии, но сборная США выиграла матч и прошла в финал, куда Дэвиса уже не пригласили.
Сотрудничество с Пейтом продолжалось и в 1992 году, но не принесло ни одного титула; лучшими результатами американской пары стали полуфинал на Открытом чемпионате Австралии и четвертьфинал на Уимблдоне. После этого Дэвис достаточно часто менял партнёров, но ни с кем из них уже не показывал таких результатов, как с Пейтом. Он завершил выступления в 1998 году, в общей сложности завоевав за карьеру 3 одиночных и 22 парных титула — из них больше половины в паре с Пейтом.
После окончания профессиональной игровой карьеры Скотт Дэвис проживает в Калифорнии и активно участвует в соревнованиях ветеранов, в том числе в паре со своим отцом Гордоном, с которым почти ежегодно выигрывал звание чемпионов США в первом десятилетии XXI века. В 1984 году женился на теннисистке Сьюзи Джегер, сестре Андреа Джегер. Он возглавлял теннисный клуб Ньюпорт-Бича.

## Место в рейтинге в конце сезона
| Год              | 1983 | 1984 | 1985 | 1986 | 1987 | 1988 | 1989 | 1990 | 1991 | 1992 | 1993 | 1994 | 1995 | 1996 | 1997 |
| ---------------- | ---- | ---- | ---- | ---- | ---- | ---- | ---- | ---- | ---- | ---- | ---- | ---- | ---- | ---- | ---- |
| Одиночный разряд | 24   | 49   | 17   | 39   | 59   | 111  | 70   | 44   | 143  | 300  | 1051 | 841  |      |      |      |
| Парный разряд    |      | 49   | 16   | 37   | 23   | 39   | 37   | 8    | 4    | 77   | 49   | 68   | 95   | 115  | 105  |

## Участие в финалах турниров Большого шлема за карьеру

### Мужской парный разряд (1-1)
| Результат | Год  | Турнир                       | Покрытие | Партнёр    | Соперники в финале            | Счёт в финале      |
| --------- | ---- | ---------------------------- | -------- | ---------- | ----------------------------- | ------------------ |
| Победа    | 1991 | Открытый чемпионат Австралии | Хард     | Дэвид Пейт | Патрик Макинрой Дэвид Уитон   | 6-7, 7-6, 6-3, 7-5 |
| Поражение | 1991 | Открытый чемпионат США       | Хард     | Дэвид Пейт | Джон Фицджеральд Андерс Яррид | 3-6, 6-3, 3-6, 3-6 |

### Смешанный парный разряд (0-1)
| Результат | Год  | Турнир                       | Покрытие | Партнёрша  | Соперники в финале      | Счёт в финале |
| --------- | ---- | ---------------------------- | -------- | ---------- | ----------------------- | ------------- |
| Поражение | 1991 | Открытый чемпионат Австралии | Хард     | Робин Уайт | Джо Дьюри Джереми Бейтс | 6-2, 4-6, 4-6 |

## Титулы в турнирах Гран-при и АТР
| Легенда                                    |
| ------------------------------------------ |
| Большой шлем (0+1)                         |
| Мастерс/Мастерс/Чемпионат мира АТР (0)     |
| ATP Championship Series, Single Week (0+1) |
| ATP Championship Series (0+3)              |
| ATP World (1+6)                            |
| Гран-при/WCT (2+10)                        |

### Одиночный разряд (3)
| №  | Дата            | Турнир                           | Покрытие | Соперник в финале  | Счёт в финале |
| -- | --------------- | -------------------------------- | -------- | ------------------ | ------------- |
| 1. | 1 октября 1983  | Мауи, Гавайи, США                | Хард     | Винсент ван Паттен | 6-3, 6-7, 7-6 |
| 2. | 20 октября 1985 | Открытый чемпионат Японии, Токио | Хард     | Джимми Ариас       | 6-1, 7-6      |
| 3. | 14 января 1990  | Окленд, Новая Зеландия           | Хард     | Андрей Чесноков    | 4-6, 6-3, 6-3 |

### Парный разряд (22)
| №   | Дата             | Турнир                                 | Покрытие | Партнёр          | Соперники в финале                | Счёт в финале      |
| --- | ---------------- | -------------------------------------- | -------- | ---------------- | --------------------------------- | ------------------ |
| 1.  | 1 августа 1983   | Колумбус, США                          | Хард     | Брайан Тичер     | Виджай Амритрадж Джон Фицджеральд | 6-1, 4-6, 7-6      |
| 2.  | 5 августа 1984   | Ливингстон, Нью-Джерси, США            | Хард     | Бен Тестерман    | Пол Аннакон Гленн Мичибата        | 6-4, 6-4           |
| 3.  | 11 августа 1985  | Страттон-Маунтин, Вермонт, США         | Хард     | Дэвид Пейт       | Роберт Сегусо Кен Флэк            | 3-6, 7-6, 7-6      |
| 4.  | 22 сентября 1985 | Лос-Анджелес, США                      | Хард     | Роберт ван'т Хоф | Пол Аннакон Кристо ван Ренсбург   | 6-3, 7-6           |
| 5.  | 20 октября 1985  | Открытый чемпионат Японии, Токио       | Хард     | Дэвид Пейт       | Сэмми Джаммалва Грег Холмс        | 7-6, 6-7, 6-3      |
| 6.  | 2 февраля 1986   | Филадельфия, США                       | Ковёр(i) | Дэвид Пейт       | Стефан Эдберг Андерс Яррид        | 7-6, 3-6, 6-3, 7-5 |
| 7.  | 9 октября 1988   | Скоттсдейл, Аризона, США               | Хард     | Тим Уилкисон     | Рик Лич Джим Пью                  | 6-4, 7-6           |
| 8.  | 16 апреля 1989   | Сеул, Республика Корея                 | Хард     | Пол Уэкеса       | Джон Леттс Брюс Ман-Сон-Хинг      | 6-2, 6-4           |
| 9.  | 23 июля 1989     | Скенектади, Нью-Йорк, США              | Хард     | Бродерик Дайк    | Брэд Пирс Байрон Талбот           | 2-6, 6-4, 6-4      |
| 10. | 8 октября 1989   | Орландо, США                           | Хард     | Тим Посат        | Роберт Сегусо Кен Флэк            | 7-5, 5-7, 6-4      |
| 11. | 8 апреля 1990    | Орландо (2)                            | Хард     | Дэвид Пейт       | Альфонсо Мора Брайан Пейдж        | 6-3, 7-5           |
| 12. | 13 мая 1990      | Кайава-Айленд, Ю. Каролина, США        | Грунт    | Дэвид Пейт       | Джим Грабб Леонардо Лавалле       | 6-2, 6-3           |
| 13. | 5 августа 1990   | Лос-Анджелес (2)                       | Хард     | Дэвид Пейт       | Петер Лундгрен Пол Уэкеса         | 3-6, 6-1, 6-3      |
| 14. | 19 августа 1990  | Индианаполис, США                      | Хард     | Дэвид Пейт       | Грант Коннелл Гленн Мичибата      | 7-6, 7-6           |
| 15. | 4 ноября 1990    | Париж, Франция                         | Хард(i)  | Дэвид Пейт       | Даррен Кэхилл Марк Кратцман       | 5-7, 6-3, 6-4      |
| 16. | 13 января 1991   | Сидней, Австралия                      | Хард     | Дэвид Пейт       | Даррен Кэхилл Марк Кратцман       | 3-6, 6-3, 6-2      |
| 17. | 27 января 1991   | Открытый чемпионат Австралии, Мельбурн | Хард     | Дэвид Пейт       | Патрик Макинрой Дэвид Уитон       | 6-7, 7-6, 6-3, 7-5 |
| 18. | 3 марта 1991     | Чикаго, США                            | Ковёр(i) | Дэвид Пейт       | Грант Коннелл Гленн Мичибата      | 6-4, 5-7, 7-6      |
| 19. | 21 июля 1991     | Вашингтон, США                         | Хард     | Дэвид Пейт       | Роберт Сегусо Кен Флэк            | 6-4, 6-2           |
| 20. | 7 февраля 1993   | Сан-Франциско, США                     | Хард(i)  | Якко Элтинг      | Патрик Макинрой Джонатан Старк    | 6-1, 4-6, 7-5      |
| 21. | 22 августа 1993  | Индианаполис (2)                       | Хард     | Тодд Мартин      | Рик Лич Кен Флэк                  | 6-4, 6-4           |
| 22. | 21 июля 1996     | Вашингтон (2)                          | Хард     | Грант Коннелл    | Крис Вудрафф Даг Флэк             | 7-6, 3-6, 6-3      |

## Титулы в турнирах ATP Challenger

### Одиночный разряд (1)
| №  | Дата            | Турнир                   | Покрытие | Соперник в финале | Счёт в финале |
| -- | --------------- | ------------------------ | -------- | ----------------- | ------------- |
| 1. | 23 октября 1988 | Шербур-Октевиль, Франция | Хард     | Ян Апелль         | 6-3, 6-4      |